# Tristezza

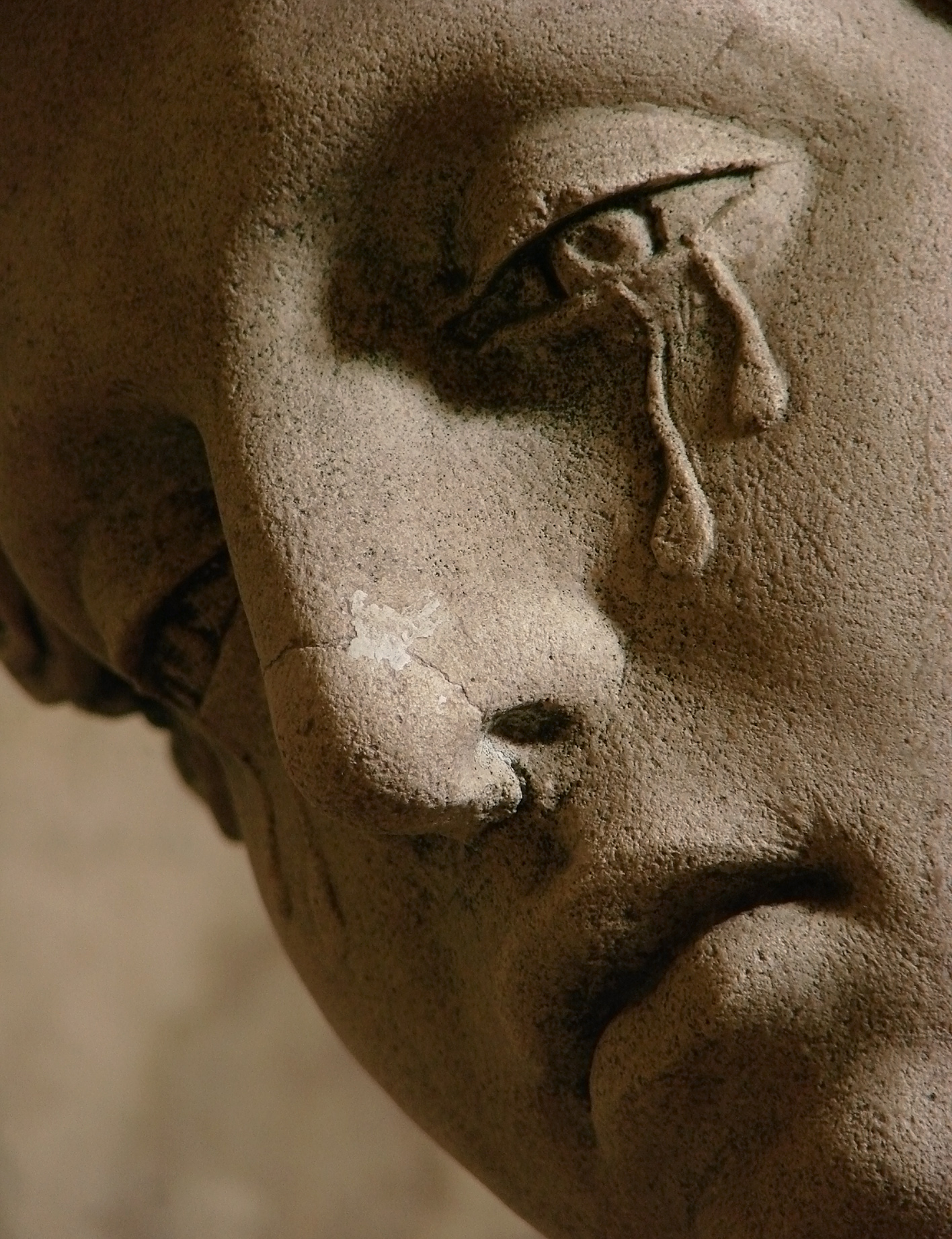
Dettaglio della scultura seicentesca Deposizione di Cristo, dove è raffigurata Maria Maddalena in uno stato di profonda tristezza.

Almeida Júnior - Saudade (Longing) - Google Art Project

la strada la sai, facciamoci ancor oggi compagnia...»
(Giuseppe Fiorelli, Mario Ruccione, Buongiorno Tristezza)
La tristezza è un'emozione caratterizzata da sentimenti di perdita, disperazione, dolore, impotenza e delusione. È contraria alla gioia e alla felicità. Essa può essere provata in condizioni normali, durante la vita di tutti i giorni, oppure a causa di un evento particolarmente drammatico, come una perdita, un lutto o una scomparsa. È una delle "sei emozioni fondamentali" descritte da Paul Ekman, insieme a felicità, rabbia, sorpresa, paura e disgusto.
La tristezza è una emozione fisiologica se limitata a occasioni circoscritte. Quando tale vissuto dovesse perdurare per lunghi periodi (a prescindere dal collegamento con particolari eventi scatenanti), si parla di depressione. La tristezza non è però necessariamente collegata alla depressione; può essere intesa come l'inizio di un male fisico e mentale quale la depressione, ma può essere anche determinata dall'insoddisfazione o dal non aver effettuato o portato avanti nella propria vita scelte e decisioni ritenute significative. Una tristezza perdurante che non ha alla radice traumi psichici ma più in generale un senso di inadeguatezza della propria condizione, è nota come depressione esistenziale.
Il momento della tristezza rappresenta l'incontro tra il desiderio e i suoi limiti propri. Non è l'esterno che in qualche modo delimita il desiderio, bensì questi sono da considerarsi costitutivi del desiderio stesso. Accettare pertanto la propria limitatezza potrebbe aiutare a fronteggiare la tristezza stessa.
Questa emozione è spesso descritta da diversi artisti in relazione al continuo tentativo di superare sé stessi. Molti pittori, poeti, musicisti hanno prodotto le loro migliori opere in momenti di grande tristezza se non di malinconia.
Nel Vangelo di Luca (Luca 22:45) alcuni discepoli dormivano per la tristezza; questo esempio può evidenziare il potere in un certo senso invalidante di tale emozione, che da semplice conseguenza di un particolare evento può divenire causa di impotenza operativa innestando, in questo senso, una condizione ricorsiva (il c.d. "circolo vizioso").

## Neuroanatomia
Secondo l'American Journal of Psychiatry, la tristezza è stata trovata associata ad "aumenti dell'attività bilaterale nelle vicinanze della corteccia temporale mediale e posteriore, del cervelletto laterale, del verme cerebellare, del mesencefalo, del putamen e del nucleo caudato". Usando la tomografia a emissione di positroni (PET), Pardo e i suoi colleghi sono stati in grado di provocare tristezza tra sette uomini e donne normali chiedendo loro di pensare a cose tristi. Hanno osservato un aumento dell'attività cerebrale nella corteccia inferiore e orbitofrontale bilaterale. In uno studio che induceva tristezza nei soggetti mostrando clip di filmati emotivi, la sensazione era correlata a significativi aumenti dell'attività cerebrale regionale, specialmente nella corteccia prefrontale, nella regione chiamata area 9 di Brodmann e nel talamo. Un significativo aumento dell'attività è stato osservato anche nelle strutture temporali anteriori bilaterali.

## Segni fisiologici

### Pupille
La dimensione della pupilla può essere un indicatore di tristezza. Un'espressione facciale triste è giudicata più intensamente triste quando diminuisce la dimensione della pupilla. La dimensione della pupilla di una persona diventa più piccola quando si guardano facce tristi con piccole pupille. Nessun effetto parallelo esiste quando le persone guardano espressioni neutre, felici o arrabbiate. Il grado maggiore in cui le pupille di una persona rispecchiano quelle di un'altra preannuncia il maggior punteggio di una persona sull'empatia.

### Tono vocale
Secondo Swati Johar, la tristezza è un'emozione "identificata dagli attuali sistemi di elaborazione di dialoghi vocali". L'energia quadratica media, il silenzio inter-parola e la frequenza di parole sono stati rilevati come misure utili nel distinguere la tristezza dalle altre emozioni. La tristezza è comunicata principalmente riducendo la media e la variabilità della frequenza fondamentale (f0), oltre a essere associata a un'intensità vocale più bassa e con diminuzioni di f0 nel tempo. Johar sostiene che "quando qualcuno è triste, viene prodotto un discorso lento e basso con una debole energia ad alta frequenza audio". Allo stesso modo, "lo stato di tristezza è attribuibile al tempo lento, alla velocità del parlato e al tono medio più bassi".
La tristezza è, come affermato da Klaus Scherer, una delle "emozioni più riconosciute nella voce [umana]", sebbene il tasso di riconoscimento sia "generalmente un po' inferiore a quella dell'espressione facciale". In uno studio di Scherer, è emerso che nei paesi occidentali la tristezza aveva il 79% di accuratezza per il riconoscimento facciale e il 71% per la voce, mentre nei paesi non occidentali i risultati erano rispettivamente del 74% e del 58%.

### Muscolatura facciale
Tutta la muscolatura facciale è coinvolta durante un'espressione di tristezza: i muscoli perdono di rigidità, talvolta manifestando inespressività, la fronte tende a corrugarsi, gli angoli della bocca sono rivolti verso il basso.

## Nell'infanzia
La tristezza è un'esperienza comune nell'infanzia. Alcune famiglie possono avere una regola (conscia o inconscia) secondo cui la tristezza è "non permessa", ma Robin Skynner ha suggerito che ciò potrebbe causare problemi, sostenendo che con la tristezza "cancellata", le persone possono diventare superficiali e maniacali. Il pediatra statunitense T. Berry Brazelton suggerisce che riconoscere la tristezza può rendere più facile per le famiglie affrontare problemi emotivi più gravi.
La tristezza fa parte del normale processo del bambino che si separa da una prima simbiosi con la madre e diventa più indipendente. Ogni volta che un bambino si separa un po' di più, lui o lei dovrà far fronte a una piccola perdita. Se la madre non può permettere che l'angoscia minore sia coinvolta, il bambino non può mai imparare come affrontare la tristezza da solo. Brazelton sostiene che troppo buon umore per un bambino, svaluta l'emozione della tristezza; Selma Fraiberg suggerisce che è importante rispettare il diritto di un bambino di sperimentare una perdita in modo completo e profondo.
Margaret Mahler ha visto la capacità di provare tristezza come un risultato emotivo, in contrasto, ad esempio, con l'iperattività irrequieta. Donald Winnicott ha visto similmente nel triste pianto la radice psicologica di preziose esperienze musicali nella vita successiva.

## Strategie di coping
Le persone affrontano la tristezza in modi diversi, ed essa è un'emozione importante perché aiuta a motivare le persone ad affrontare la loro situazione. Alcuni meccanismi di coping includono: ottenere supporto sociale e/o passare il tempo con un animale domestico, creare una lista, o impegnarsi in qualche attività per esprimere la tristezza. Alcuni individui, quando si sentono tristi, possono escludersi da un ambiente sociale, in modo da prendersi il tempo per riprendersi dal sentimento.
Pur essendo uno degli stati d'animo che le persone vogliono maggiormente scacciare, la tristezza a volte può essere perpetuata dalle stesse strategie di coping scelte, come ruminare, "affogare le proprie pene", o isolarsi permanentemente. Come modi alternativi di affrontare la tristezza di cui sopra, la terapia cognitivo-comportamentale suggerisce invece di sfidare i propri pensieri negativi, o di programmare qualche evento positivo come una distrazione.
Essere attenti e pazienti con la propria tristezza può anche essere un modo per le persone di imparare attraverso la solitudine, mentre il supporto emotivo per aiutare le persone a stare con la loro tristezza può essere di ulteriore aiuto. Tale approccio è alimentato dalla convinzione di fondo che la perdita (quando sentita con tutto il cuore) può portare a un nuovo senso di vitalità e a un nuovo impegno con il mondo esterno.